# Roberto Campisi
Roberto Campisi (Siracusa, 18 de noviembre de 1978) es un presbitero italiano presidente de la Comisión de Donaciones a la Santa Sede y asesor de asuntos generales de la secretaria de estado de la santa sede

## Biografía
Nació en Siracusa, sede de la archidiócesis del mismo nombre, el 18 de noviembre de 1978 .
Fue ordenado sacerdote el 7 de diciembre de 2002 para la Arquidiócesis de Siracusa .
En 2007 obtuvo el doctorado in utroque iure en la Pontificia Universidad Lateranense . 
El 1 de julio de 2010 entró en el servicio diplomático de la Santa Sede, colaborando en las representaciones papales en Costa de Marfil, Venezuela e Italia y, posteriormente, en la sección de asuntos generales de la Secretaría de Estado .
El 26 de octubre de 2022, el Papa Francisco lo nombró asesor para asuntos generales de la Secretaría de Estado, sucediendo a Luigi Roberto Cona, nombrado nuncio apostólico en El Salvador .  Al mismo tiempo fue nombrado Prelado Honorario de Su Santidad . 
El 9 de noviembre de 2024 fue nombrado miembro del consejo superior de coordinación de la Pontificia Universidad Lateranense . 
El 11 de febrero de 2025 fue nombrado presidente de la Comisión de Donaciones a la Santa Sede .  

## Entradas relacionadas
- Secretaría de Estado de la Santa Sede
- Arquidiócesis de Siracusa

- Datos: Q93266108